# Капка (озеро)
Капка — озеро в посёлке Капельница городского округа Железноводск в Ставропольском крае.

## Краткое описание
Озеро размером 60×40 м, питается от родников с холодной слабо минерализованной (1,4 г/л) сульфатно-кальциевой водой, окружено скалами, с которых всегда капает вода, от чего и получило своё название. Глубина озера не превышает 3 метров, дно илистое.
Озеро декоративное, вокруг него оборудован парк, детская площадка. Летом является популярным местом купания. Ловля рыбы запрещена.
В примыкающей к озеру с юга скале находится Баталинская пещера («Капельница») — памятник природы регионального значения.
Капка окружена ещё 2 озёрами — Большое и Нижнее озера. Вода из Большого озера и Капки течёт в третье озеро, которое расположено ниже них. Также из Нижнего озера и Капки течет ручей (приток Джемухи), орошающий огороды местных жителей.

## Легенда озера Капка
Давным-давно, когда на месте посёлка располагалось поместье богатого князя, случилась эта история….
Подрастала в хоромах князя красавица дочь. И влюбилась она в бедного кузнеца, который работал у её батюшки.
Влюблённые не могли и дня прожить без встреч друг с другом. В один из таких дней отправились они на дальний живописный пруд купаться. Девушка осталась на берегу собирать цветы, а юноша нырнул в прохладную чистую воду. Неожиданно со дна озера вынырнула огромная рыба и потащила кузнеца в глубь пучины.
Долго вглядывалась красавица в воды озера, не дождалась любимого и горько заплакала, склонившись над водой. Окаменела она от горя, но продолжали литься горькие слёзы любви. Так и стоят они — девушка-скала и юноша-озеро, всегда вместе, олицетворяя собой верность и любовь на все времена. Так, влюблённые навеки остались вместе, даже смерть не смогла их разлучить.
Озеро обнесено кованым забором, на который молодожёны вешают замки, а ключи от них бросают через спину в воду. А чтобы любовь была наполнена только радостью, испивают молодые немного слёз той девушки.